# Челси (Алабама)
Челси (енгл. Chelsea) град је у америчкој савезној држави Алабама. По попису становништва из 2010. у њему је живело 10.183 становника.

## Демографија
Према попису становништва из 2010. у граду је живело 10.183 становника, што је 7.234 (245,3%) становника више него 2000. године.
| Група             | 2000.         | 2010.         |
| Белци             | 2.841 (96,3%) | 8.919 (87,6%) |
| Афроамериканци    | 23 (0,8%)     | 582 (5,7%)    |
| Азијати           | 5 (0,2%)      | 208 (2,0%)    |
| Хиспаноамериканци | 24 (0,8%)     | 325 (3,2%)    |
| Укупно            | 2.949         | 10.183        |